# Arroyomolinos de la Vera
Arroyomolinos de la Vera là một đô thị trong tỉnh Cáceres, Tây Ban Nha. Đô thị này có diện tích là 23 ki-lô-mét vuông, dân số năm 2009 là 497 người với mật độ 21,61 người/km². Đô thị này có cự ly 107 km so với tỉnh lỵ Cáceres.